# Wilhelm Hasemann (Schauspieler)
Wilhelm Hasemann (* 5. Juli 1843 in Hamburg; † 4. Mai 1910 in Leipzig) war ein deutscher Schauspieler, Regisseur, Theaterdirektor und königlich preußischer Kommissionsrat.

## Leben
Wilhelm Hasemann begann 1863 als Schauspieler an Theatern in Bremen, Dessau und Leipzig und stand bereits in jungen Jahren an der Spitze eines großen Wiener Theaterunternehmens, der Komischen Oper, später Ringtheater. Wegen großer Schwierigkeiten musste er sich zurückziehen und begleitete zunächst seine Ehefrau, die Schauspielerin Marie Hasemann-Kläger (1844–1921), auf ihren Gastspielreisen, um dann das Stadttheater und das Thaliatheater in Chemnitz zu übernehmen. Später leitete er das Carola-Theater in Leipzig, das Fürstliche Hoftheater Gera und das Stadttheater Lübeck und übernahm in der zweiten Hälfte der 1880er Jahre das Wallner-Theater in Berlin. Mit dem Ensemble des Wallner-Theaters gastierte er in Breslau, Leipzig, Halle, Bremen und Hamburg. Als er wegen des nachlassenden Erfolges das Theater verlassen musste, trat er in eine Theateragentur ein.
1892 gründete er das Residenztheater in Wiesbaden. 1896 verpachtete er das Residenztheater für mehrere Jahre an Hermann Rauch und übernahm selbst die Leitung des Adolf-Ernst-Theaters in Berlin, wandelte es in eine Lustspielbühne um, und nannte es Thalia-Theater. Trotz guter Aufführungen blieb der Erfolg aus und er gab 1899 die Leitung auf. 1902 gründete er ein Residenztheater in Köln und feierte dort 1893 sein 40-jähriges Bühnenjubiläum. Das Theater konnte sich aber nicht lange halten. Er schied im Januar 1906 aus der Direktion aus und kehrte als Gescheiterter nach Berlin zurück, arbeitete noch einige Zeit als Regisseur an einer Frankfurter Bühne und starb 1910 in Leipzig.